# Internationaler Naturschutz
Internationaler Naturschutz ist ein Eigenbegriff, der Maßnahmen zur Analyse, Bewertung, Management und politische Instrumente zum Schutz von Natur auf internationaler Ebene zusammenfasst. Der Begriff wird sowohl in Politik- und Sozialwissenschaften, als auch in der biologischen Ökologie, der Naturschutzbiologie und dem Naturschutzmanagement gebraucht. Internationaler Naturschutz ist heute ein Bestandteil Globaler Umweltpolitik, wie sie vom UNEP betrieben wird. An Bedeutung hat dieses Feld durch die Auswirkungen des Klimawandels gewonnen, der unter anderem den Verlust an biologischer Vielfalt beschleunigt. Politisch hat der Internationale Naturschutz an Bedeutung gewonnen, als integrierter Teil des Konzepts einer nachhaltigen Entwicklung. Seit der UN-Konferenz für Umwelt und Entwicklung 1992 in Rio ist der Verlust von biologischer Vielfalt als Faktum globaler Bedrohung menschlicher Lebensgrundlagen anerkannt worden. Internationaler Naturschutz ist notwendig, weil Natur Grenzen überschreitet und Naturzerstörung längst globales Ausmaß erreicht hat. Deshalb kann dem nicht allein mit lokalen oder nationalen Aktivitäten begegnet werden.

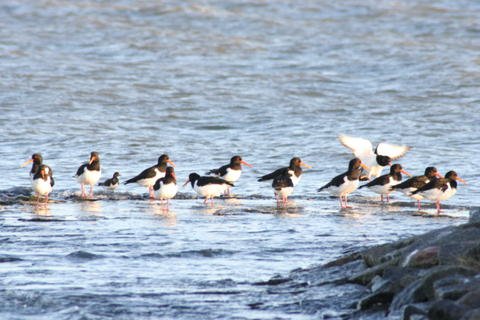
Lebensräume für Wasservögel wie Austernfischer sind durch Internationale Abkommen geschützt

Während in Deutschland das Bundesnaturschutzgesetz und die Ländergesetze allen Naturschutzaktivitäten einen juristischen Rahmen geben, sind Umweltgesetze in vielen Ländern des Südens unbekannt, oder es werden gesetzliche Regelungen nicht durchgesetzt. Felder des internationalen Naturschutzes sind der Schutz von biologischer Vielfalt (auch Biodiversitätsschutz genannt), internationaler Meeres- und Küstenschutz, Naturschutz in der Entwicklungszusammenarbeit. Informationsaustausch (Clearing-House-Mechanismus) und partizipative Beteiligung der Nutzer von Natur (Access and Benefit Sharing).
In Deutschland ist von staatlicher Seite das Bundesumweltministerium und in der Umsetzung das ihm nachgeordnete Bundesamt für Naturschutz (BfN) für internationalen Naturschutz zuständig.

## Ziele des internationalen Naturschutzes
Nach Erdmann (2003) sind Ziele des internationalen Naturschutzes:
- Sicherung der Funktions-, Leistungs- und Regenerationsfähigkeit des Naturhaushaltes und seiner Naturgüter,
- Schutz der wildlebenden Tiere und Pflanzen in ihren natürlichen Lebensgemeinschaften,
- Erhaltung und behutsame Entwicklung von Eigenart, Vielfalt und Schönheit von Natur und Landschaft.

Der Begriff Internationaler Naturschutz deckt Aktivitäten von Akteuren aus verschiedenen Ländern der Erde mit dem gemeinsamen Ziel der Erhaltung einer Art, eines Ökosystems oder der Biodiversität allgemein ab. Nach der Zahl der beteiligten Staaten gibt es bilaterale (zwei Staaten), multilaterale (mehrere Staaten einer bestimmten Region) und internationale Zusammenarbeit im Naturschutz (für alle Staaten offen). Spezielle Naturschutzziele sind zum einen die Natur durch gemeinsame Aktivitäten wirksamer zu schützen, als dies einem Staat alleine möglich wäre. Zum anderen die Natur in ihrer globalen Vielfalt sowie Funktionsfähigkeit des Naturhaushaltes in der gesamten Biosphäre zu erhalten.

## Geschichtliche Entwicklung und Strategien
Die erste Vernetzung nationaler Anstrengung des Naturschutzes gab es schon zu Beginn des 20. Jahrhunderts in den Grenzregionen einzelner Länder. Zur Institutionalisierung des Naturschutzes auf Internationaler Ebene kam es 1948 mit der Gründung der IUCN.
Über 20 Jahre später kamen weitere wirksame Anstrengungen zum internationalen Naturschutz aus dem maritimen Naturschutz, infolge der UN-Seerechtskonferenz von 1974. Die Seerechtsaktivistin Elisabeth Mann-Borgese mobilisierte eine Lobby für den internationalen Meeresschutz und brachte den Themenkomplex erstmals in international relevante politische Gremien. K.-H. Erdmann bezeichnet den folgenden Zeitraum von 1970 bis 1990 als „Konsolidierungsphase“ im Internationalen Naturschutz. Wichtige Impulse für den Naturschutz folgten durch die Konferenz für Umwelt und Entwicklung der Vereinten Nationen (UNCED) 1992. Mit der Einführung des Begriffes Sustainability (Nachhaltigkeit) trat die Nutzung von (v. a. nachhaltigen) Naturgütern ins Blickfeld. In der weiteren Entwicklung geht es bei dem Schutz von Natur zunehmend um Ressourcenschutz.
Dies führte teilweise auch zu einer Veränderung der Idee von Naturschutz: ging es bisher stärker um den Erhalt und die Bewahrung von Natur („Konservierender Naturschutz“), trat zunehmend der Begriff der „Naturentwicklung“ und des „Lebensraums aus zweiter Hand“ins Blickfeld. Wohin sich die Natur unter Einfluss des Menschen entwickelt ist Diskussionspunkt. In der Praxis ist das Konzept einer „nachhaltigen Entwicklung“ (und damit auch eines Konsums) nicht immer mit dem Ziel „Schutz von Biozönosen“ vereinbar.
Der Naturschutz rückte seit der Konferenz von Rio zunehmend ins Zentrum politischer- und gesellschaftlicher Diskussionen über Konzepte einer angestrebten zukünftigen Entwicklung der Erde. Vor dem Hintergrund der globalen Erwärmung wird von einem grundlegenden Wandel der Mechanismen innerhalb von Biozönosen und einer starken Beeinflussung der natürlichen Stoffkreisläufe (z. B. das Versiegen des Golfstromes oder die verminderte Funktion der Ozeane als CO2-Senke) ausgegangen. Internationale Naturschutzaktivitäten beziehen diesen globalen Wandel der natürlichen Lebensgrundlagen vieler Organismen mittlerweile mit in ihre Schutzüberlegungen ein.
Globale Problemfelder (nach K.-H. Erdmann) sind:
- Abtragung fruchtbarer Böden als Folge von Bodenerosion (Desertifikation)
- Gewässerverschmutzung (limnische und marine Systeme)
- Luftverschmutzung durch diverse Schadstoffe
- Rückgang der Artenvielfalt (Biodiversität)

Die Akteure des angewandten Naturschutzes verfolgen teilweise sehr unterschiedliche Zielsetzungen.
Die amerikanische Naturschutzorganisation Conservation International geht davon aus, dass ein umfassender Schutz der globalen Biodiversität nötig wäre. Aber heute gehe es primär um den Erhalt sogenannter Biodiversität-Hotspots. Deshalb arbeitet sie weltweit in Regionen mit einer besonders großen Artenvielfalt mit dem Ziel langfristig stabile Populationen und seltene Biozönosen zu erhalten.

## Instrumente des Internationalen Naturschutzes
nach Uppenbrink 1997
- Weltweite Übereinkommen, Programme und Richtlinien
- Regionale Übereinkommen und Programme für einzelne Kontinente oder Regionen
- Bilaterale Übereinkommen zwischen zwei Staaten
- Projekte der Entwicklungszusammenarbeit und Naturschutzprojekte zur Sicherung von Schutzgebieten und gefährdeten Arten
- Schutzgebietspartnerschaften, Personalaustausch, grenzübergreifende nachbarschaftliche Aktivitäten, Ausbildungsprogramme, internationale Lobbyarbeit

## Internationale Organisationen
- IUCN
- United Nations Environment Programme (UNEP)
- UNEP World Conservation Monitoring Centre

International arbeitende NGOs:
- BirdLife International
- Friends of the Earth
- International Fund for Animal Welfare (IFAW)
- Greenpeace
- WWF
- Zoologische Gesellschaften

## Internationale Abkommen
International geschlossene Abkommen im Naturschutz gliedern sich meist in passivere und aktivere zwischenstaatliche Verträge. Zum einen geben manche Abkommen rechtliche Standards vor. Diese haben einen eher passiv regulierenden Charakter, wie zum Beispiel das Internationale Übereinkommen zur Regelung des Walfangs. Dagegen sind beispielsweise durch die Konvention über die biologische Vielfalt (CBD) die Mitglieder aufgerufen, aktiv für den Erhalt ihrer Biodiversität zu sorgen.
Seit Ende der 80er Jahre zeichnet sich bei den Abkommen auf internationaler Ebene eine stärker holistisch geprägte Denkweise ab. Davor wurden Abkommen für einzelne Bereiche (Tierarten, bestimmte Lebensräume, Handel von bedrohten Arten etc.) geschlossen.
Beispiele internationaler Abkommen:
- Konvention über die biologische Vielfalt (CBD). Die CBD ist das derzeit umfassendste und weitreichendste Regelwerk im Internationalen Naturschutz. Ziel dieser Selbstverpflichtung der Mitgliedsstaaten ist es, ihre Vielfalt an Tier- und Pflanzenarten, sowie Lebensräumen zu erhalten. Zurzeit haben sich 197 Staaten dazu vertraglich verpflichtet und kooperieren in der Umsetzung der Konvention teilweise miteinander. Wie der Begriff „Konvention“ (lat. conventio „Übereinkunft, Zusammenkunft“) schon nahelegt, folgen bei Nichteinhaltung der Vereinbarung keine Restriktionen oder Strafen gegen die Mitgliedsländer. Dennoch ist die CBD das derzeit bedeutendste politische Instrument des internationalen Biodiversitätsschutzes.

Wichtige Elemente der CBD sind die Identifizierung und Überwachung der jeweiligen Biodiversität (Monitoringprogramme und „Frühwarnsysteme“); Schutz der Biodiversität (in situ, also im Ökosystem und ex situ z. B. in entsprechenden Einrichtungen zur Speicherung von Saatgut (Genbanken)); Forschung, Bildung und Öffentlichkeitsarbeit; Regelung des Zugangs zu genetischen Ressourcen und des gerechten Vorteilsausgleichs bei deren Nutzung (Access and Benefit Sharing, ABS), meist über Inwertsetzung der genetischen Ressourcen; Technologietransfer, wissenschaftliche Zusammenarbeit und Informationsaustausch.
Die Länder des Abkommens verpflichteten sich nationale Strategien zu Erhaltung ihrer biologischen Vielfalt zu entwickeln und umzusetzen. Deutschland arbeitete über 10 Jahre an einer Nationalen Strategie zur biologischen Vielfalt und ist seit 2010 mit der Umsetzung beschäftigt.
- MARPOL, das Internationale Übereinkommen zur Verhütung der Meeresverschmutzung durch Schiffe wurde 1973 durch die IMO (International Maritime Organization) verabschiedet und 1978 ergänzt. Zunächst sollte damit vor allem die Verschmutzung der Meere durch Öl verhindert werden. Heute ist MARPOL das wichtigste internationale Abkommen für Meeresumweltschutz in der kommerziellen Seefahrt. MARPOL soll grundsätzlich von dem Staat durchgesetzt werden, unter dessen Flagge das Schiff fährt. Da sich aber die Ausflaggung von Handelsschiffen heute als gängige Praxis erweist und diese Schiffe zum Teil nie einen Hafen ihres Flaggenlandes anlaufen, dürfen Behörden des Hafenlandes ebenfalls die Einhaltung der Regelungen kontrollieren und durchsetzen.

- Internationales Übereinkommen zur Regelung des Walfangs, das Abkommen regelt die weltweiten Fangquoten und damit auch den Schutz dieser Gattung von Meeressäugern. Ständiges Gremium ist die Internationale Walfangkommission (IWC).

- Übereinkommen zur Erhaltung der wandernden wild lebenden Tierarten (Convention on the Conservation of Migratory Species of Wild Animals (CMS)). Ziel ist der Schutz aller wandernden Tiere, wie z. B. ziehender Vögel. Das Sekretariat des Übereinkommens ist in Bonn angesiedelt und wird vom Umweltprogramm der Vereinten Nationen (UNEP) getragen.

- Zu einer der wirksamsten ständigen internationalen Kooperationen zählt das Common Wadden Sea Secretariat (Trilaterales Wattenmeersekretariat). Zum nachhaltigen Schutz des übernationalen Lebensraumes Wattenmeer schlossen die Anrainer Dänemark, Deutschland (hier die Bundesländer Niedersachsen, Hamburg und Schleswig-Holstein) und Dänemark das Trilaterale Wattenmeerabkommen. Durch das ständige Sekretariat des Abkommens in Wilhelmshaven gibt es einen regen Austausch über Aktivitäten und Monitoring zum Naturschutz in allen beteiligten Ländern. Während es bei vielen transnationalstaatlichen Abkommen bei gemeinsamen Konferenzen und Absichtserklärungen bleibt, werden mittels des Common Wadden Sea Secretariat wissenschaftliche (biologische und geografische) Daten ausgetauscht und gemeinsame Strategien entwickelt.

## Internationale Initiativen
Nichtstaatliche Akteure haben vielfach eigenständig Schutzgebiete ausgewiesen, häufig bevor staatliche Stellen Handlungsbedarf sahen. Nichtregierungsorganisationen (NGOs) sind dabei keiner politischen Interessenabwägung verpflichtet, da sie in der Regel privatwirtschaftlich finanziert sind (Vereine, Stiftungen).

### Important Bird Areas (IBA)
Seit 1981 weisen die nationalen Partner von BirdLife International (in Deutschland der NABU) weltweit Important Bird Areas (IBAs) als Naturschutzgebiete aus. Diese Gebiete (terrestrisch und marin) sind besonders bedeutend als Rast- und Brutgebiete für Vögel. Auch wenn diese Gebiete zunächst nicht rechtlich verbindlich sind, werden IBAs meist in nationales Recht überführt oder decken sich teilweise mit anderen Schutzkategorien. In Deutschland wurden viele IBAs in das NATURA 2000 Netz integriert. 2004 gab es rund 7500 IBAs in annähernd 170 Staaten der Erde, Ende 2008 lag die Zahl bei etwa 10.000.

### Important Plant Areas (IPA)
Inspiriert durch das Konzept der Important Bird Areas wurde auf dem Internationalen Botanikkongresses in St. Louis (Missouri, USA) 1999 über ein Netzwerk besonders schützenswerter Lebensräume für Pflanzen diskutiert. Der Prozess von einem Vorschlag bis zur Implementierung in das wichtigste Werkzeug des Biodiversitätsschutzes (der Convention of Biological Diversity) verlief in der Rekordzeit von drei Jahren: auf der CBD-Konferenz in Kenia 2002 wurde die Globale Strategie zum Schutz der Pflanzen (GSPC) in die Konvention aufgenommen. Die GSPC ist ein erfolgreiches Beispiel für eine Graswurzelbewegung, die es bis in die internationale Politik geschafft hat und nun weltweiter Maßstab für botanischen Naturschutz ist. Die Important Plant Areas sollen einen umfassenden botanischen Naturschutz gewährleisten, zu dessen Schutzgut Gene, Arten bzw. Sippen, Biotope, Ökosysteme und Biome sowie das damit verbundene Wissen und Kulturgut zählen.
In Deutschland ist das Bundesamt für Naturschutz (BfN) mit der Umsetzung der IPAs betraut.

### Key Biodiversity Areas (KBAs)
KBAs sind Teil einer von IUCN, BirdLife International und anderen Organisationen seit 2004 entwickelten Naturschutzinitiative, die alle taxonomischen Gruppen, d. h. Tiere (z. B. Vögel, Landwirbeltiere oder Fische) als auch die gesamte Flora, in vorhandenen oder potenziellen Schutzgebietssystemen erfasst. Das KBA-Konzept ist ein ganzheitlicherer Ansatz bezüglich des betrachteten Artenspektrums im Vergleich zu älteren Naturschutzinitiativen wie Important Bird Areas (IBAs), Important Plant Areas (IPAs) oder die Alliance for Zero Extinction sites (AZE sites). KBAs werden anhand standardisierter Prinzipien auf verschiedenen Ebenen (nationale und internationale Organisationen, Verbände und Einrichtungen) ausgewählt. Die wichtigsten Kriterien sind die der Verwundbarkeit und der Unverzichtbarkeit von Habitaten für global bedrohte Arten, endemischen Arten, Ansammlung von Arten in einem bestimmten Gebiet (wie z. B. Rastplätze für ziehende Wasservögel) oder solche Arten die auf eine ganz bestimmte Bioregion (Biom) angewiesen sind.

### Biodiversitäts-Hotspots
Die amerikanische Naturschutzorganisation Conservation International hat weltweit Regionen mit der höchsten Artenvielfalt (Biodiversität) ermittelt und diese zu Biodiversitäts-Hotspots erklärt.

### Global Marshall Plan Initiative
Der Globale Marshallplan ist eine Initiative, die erstmals von dem amerikanischen Politiker Al Gore ins Gespräch gebracht wurde und im weiteren Sinne auch zu einem wirksameren Schutz von Natur weltweit beitragen könnte. Laut dem Plan soll eine sozialökologische Marktwirtschaft aufgebaut werden, die als ein wesentliches Instrument die (so genannte) Global Governance enthält. Danach soll sich die Weltgemeinschaft zum einen an soziale Standards (ILO-Arbeitsstandards) wie auch an ökologische Standards halten. Dazu zählen neben dem Kyoto-Protokoll auch die Konvention über die biologische Vielfalt (CBD).
Kritisiert wird am Konzept des Global Marshall Plan (u. a. von Attac), dass es nur eine sozial-ökologische Modifikation bestehender wirtschaftlich-neoliberaler Strukturen darstelle. Statt eines weiteren zentralistisch globalen Planes, würde die politische Umsetzung bestehender Standards (Arbeitsschutz-Standards, Kyoto-Protokoll, Biodiversitätskonvention) schon einen großen Fortschritt darstellen.

## Internationaler Naturschutz durch Entwicklungszusammenarbeit
An Bedeutung hat dieses Feld durch die Auswirkungen der Klimaerwärmung gewonnen, die den Verlust an biologischer Vielfalt beschleunigen. Neuere Ansätze des Naturschutzes gehen davon aus, dass der Schutz von Lebensräumen oder speziellen Pflanzen und Tierarten nur zu erreichen ist, wenn die Bevölkerung in die Schutzaktivitäten maßgeblich einbezogen wird. Da ein Großteil weltweiter Biodiversität sich in Entwicklungs- und Schwellenländer befindet, spielen diese Regionen bei den globalen Schutzanstrengungen eine besonders große Rolle. Auf internationaler Ebene fordern die Entwicklungs- und Schwellenländer am Zugang ihrer biologischen Ressourcen (Samenbanken etc.) und dem daraus erzielten Mehrweg teilzuhaben (Access and Benefit Sharing). Aus den Schutzinteressen westlicher Staaten und den unmittelbaren ökonomischen Interessen der lokalen Bevölkerung erwachsen oft Konflikte. Meist versuchen die Akteure alternative Erwerbsquellen für die Bevölkerung aufzubauen (Ökotourismus etc.). Eine zunehmend wichtigere Rolle spielt dabei die Umsetzung der Konvention über die biologische Vielfalt (CBD).
In Deutschland arbeiten der WWF, der NABU, Euronatur und der BUND über seinen Partner Friends Of The Earth im Bereich Entwicklung und Naturschutz. Bedeutendster staatlicher Akteur ist die Deutsche Gesellschaft für Internationale Zusammenarbeit (GIZ). Seit der Öffnung des „eisernen Vorhangs“ Anfang der 90er Jahre engagiert sich auch zunehmend das Bundesamt für Naturschutz (BfN) auf internationaler Ebene, speziell in Osteuropa und Zentralasien.

## Aspekte des Internationalen Naturschutzes

### Biodiversitätsschutz und Partizipation
Wie auch die Entwicklungszusammenarbeit sind auch dem Internationalen Naturschutz verschiedenen Schulen und Strömungen eigen. Seit Mitte der 1990er Jahre gewinnen Idee zur Partizipation der Bevölkerung bei Anstrengungen des Naturschutzes an Bedeutung. Dabei sollen die Menschen einbezogen werden, die die Natur nützen und durch Aushandeln von Nutzungsalternativen möglichst ein win-win-Effekt erreicht werden.

## Kritik am internationalen Naturschutz
Der internationale Naturschutz steht in der Kritik, sein koloniales Erbe noch nicht aufgearbeitet zu haben und bis heute in vielen Fällen ein rassistisches und koloniales Denken und Handeln zu reproduzieren. Westliche Naturschutzorganisationen folgen häufig der Vorstellung einer „unberührten“ Natur im Globalen Süden, die dringend unter Schutz gestellt werden muss. Dabei wird die lokale Bevölkerung als Bedrohung dargestellt und ihr Handeln kriminalisiert.
Die Planung von Naturschutzgebieten ist hauptsächlich im Globalen Norden verankert und folgt einem eurozentrischen Naturverständnis. Der Naturschutz wird in vielen Fällen gewaltsam durchgesetzt, die Naturschutzgebiet sind militarisiert und Führungspositionen sind von weißen besetzt. Dr. Mordecai Ogada äußert folgende Kritik in einem Interview: „Naturschutz in Afrika folgt bis heute den Regeln der Kolonialzeit: Haltet schwarze Menschen fern von der Natur, damit weiße Menschen sie genießen können.“
Die Idee einer „unberührten Wildnis“ basiert auf der Vorstellung, dass Natur als vorindustrieller Urzustand vor der zerstörerischen Kraft der Menschen geschützt werden muss. Dieses Narrativ wurde bereits zu Kolonialzeiten genutzt, um die gewaltsame Vertreibung und Landaneignung zu legitimieren und Schutzgebiete zu etablieren. Dabei wird jedoch außer Acht gelassen, dass fast alle Landschaften über Jahrtausende von Menschen geprägt wurden.
Lokale und indigene Bevölkerungsgruppen, die meist einen nachhaltigen Umgang mit dem Ökosystem pflegen, sind am stärksten von den Beschränkungen der Naturschutzgebiete betroffen und können ihrer Lebensweise nicht mehr nachgehen.  In vielen Fällen werden sie gegen ihren Willen umgesiedelt oder „entwickelt“, um ein „produktiver“ Teil des westlichen Wirtschaftssystems zu werden, was oft zu Interessenkonflikten und Menschenrechtsverletzungen führt. Beispiele finden sich u. a. in Tansania, Kongo und Indien.
Naturschutzparks beschränken die Nutzung der Natur für die lokale Bevölkerung und Indigene, die das Gebiet seit Jahrtausenden gepflegt und genutzt haben und zur Artenvielfalt beigetragen haben. Andererseits werden riesige Infrastrukturen für Touristen gebaut, die Schutzgebiete betreten dürfen, um die „unberührte Wildnis“ zu erleben und Trophäenjagd zu betreiben.
Es bilden sich jedoch Gegenbewegungen denen die Dekolonisierung zu Grund liegt und die indigene Gemeinschaften als Experten im Angesicht der Biodiversitätskrise und Klimakrise sehen und in Lösungsansätzen mit einbeziehen.